# 重庆市育才中学校
29°31′12″N 106°30′39″E / 29.52000°N 106.51083°E
重庆市育才中学校（办学校名：重庆育才中学）前身是教育家陶行知于1939年3月在中華民國大陸時期中华民国陪都重庆创办的育才学校，学校现位于重庆市九龙坡区谢家湾正街92号。

## 校史

### 中华民国时期（1939-1949）
前身是民国28年（1939年）3月初由教育家陶行知创办的乡村建设育才学院专修科，学校取校名为育才学校，原址位于中华民国陪都重庆市郊北温泉。
陶行知创办育才学校的计划，得到了当时正在北温泉休养的吴玉章的支持。育才学校成立了筹备处，由生活教育社社友王洞若协助陶行知制订办校计划；委派马侣贤负责筹募经费和租借校舍；请陆维特组织选拔测验组，分赴各儿童保育院、孤儿院等难童机构，择优选拔十五省流亡到后方的难童入学。招生对象还包括共产党烈士后代和学校附近的农家子弟。7月20日育才学校第一批学生共71人（当日到校的学生有40余人）借北温泉小学举行了开学典礼，陶行知亲自担任首任校长。8月初学校迁至合川县草街子古圣寺上课。后于1946年初迁至红岩村。学校的创办得到了以周恩来为首的中共中央南方局的重视和支持。陶行知、卢子英（北碚实验区区长）又分别邀请冯玉祥、邵力子、邹韬奋、吴玉章等知名人士专程来校演讲，迅速扩大了学校的知名度。周恩来曾亲自到育才看望全校师生，并题词“一代胜似一代”。中华民国国民政府领导人蒋介石、陈诚亦于1943年参观过实际上是由共产党操办的育才学校，并给予了正面评价。当时国民政府统治下的报刊《妇女新运通讯》和《现代妇女》正面报导了该学校。
育才学校的教学与一般的学校不一样，同时注意基础教育和专业教育并重，基础教育按不同年级，学习语文、数学、物理、化学、历史、地理、英语、哲学常识、音乐、体育等文化必修课（基础课）。专业教育是按照学生的特长进行专业编组，设立音乐组、戏剧组、文学组、绘画组和社会科学组，后来增设了自然科学组、舞蹈组与普通组。
音乐组的组长是贺绿汀、范继森，另有著名音乐家任光、任虹、马思聪、夏之秋等人执教；戏剧组的组长是章泯、钱风，剧作家舒强、水华等人先后执教；文学组的组长是魏东明、大诗人艾青，艾青还利用自己的社会关系，常常请来当时在重庆的文学名家来校讲学。如郭沫若讲形势、讲历史剧，茅盾讲小说，夏衍讲戏剧，史东山讲电影，冯雪峰讲鲁迅，聂绀弩讲杂文，邵荃麟、胡风、叶以群讲文艺理论，曹靖华讲苏联文学，袁水柏讲讽刺诗，沙梅讲川戏等。绘画组组长陈烟桥、刘铁华，陈烟桥是鲁迅的学生，画家张望、汪刃锋、丰子恺、华君武、王琦、许士骐、梅健鹰等都在学校任教。舞蹈组的组长是戴爱莲，老师吴晓邦、盛婕等都是著名的舞蹈教育家。社会科学组的组长是孙铭勋；自然科学组的组长是曲仲湘。
同时，当时在重庆的许多名流作家，如翦伯赞、何其芳、田汉、吴玉章、邓初民、周谷城、秦邦宪、萨空了、徐迟、姚雪垠、黎国荃、陆诒、阳翰笙等在学校兼课或讲学。
此外，学校还开设“林间讲座”，邀请郭沫若、夏衍、曹靖华、刘白羽、周而复、邵荃麟、艾芜、戈宝权、沙汀、程今吾等发表演讲。 
育才学校要求老师“要为整个民族利益来造就人才，要引导学生们团结起来做追求真理的小学生，团结起来做自觉觉人的小先生，团结起来做手脑双挥的小工人，团结起来做反抗侵略的小战士”，与当时重庆另外一所贵族学校，即现在的“重庆南开中学”不同，陶行知校长指出育才学校不是培养“人上人”，而是培养“人中人”，孩子们都从老百姓中来，还要回到老百姓中去影响教育更多的老百姓，成为人民认知进步的力量。
抗日战争胜利后，1946年4月11日，陶行知为筹备育才迁校和筹办上海社会大学，由重庆飞南京。4月中旬去南京梅园新村看望周恩来，谈及对育才学校迁沪的设想。4月18日抵上海。1946年7月25日，由于劳累过度，陶行知因突患脑溢血病逝于上海。育才学校搬迁计划未能在其生前启动。到1946年7月陶行知逝世前学校共招收学生410人。
陶行知逝世后，育才学校副校长马侣贤经校董事会一致推选，继任育才学校校长。同年8月育才学校教务主任方与严赴上海接手育才学校迁校事宜。学校在上海四川北路843号设立育才学校上海办事处。
1947年1月至7月，育才学校各专业组分三批迁往上海。1947年5月马侣贤离开重庆，把重庆的校务交由郭平负责。位于重庆的育才学校并未停办，相继由郭平和孙铭勋主任主持学校工作，以育才学校的校名在重庆继续办学。

### 中华人民共和国初期
中华人民共和国成立後，1950年春育才学校迁到九龙坡区谢家湾92号，并正式定名为重庆育才学校，独立办学由孙铭勋担任校长。在1950年-1981年间，重庆育才学校相继更名为重庆育才中学、重庆市第十三初级中学、重庆市第二十初级中学、四川省重庆第二十中学 （页面存档备份，存于）。在1966年后，重庆开始了文革和武斗，四川省重庆第二十中学 （页面存档备份，存于）由于位于谢家湾军工企业密集区，校舍遭到了严重破坏，众多学生参加武斗，导致数十名学生伤亡。在1969-1975年间，四川省重庆第二十中学 （页面存档备份，存于）再次更名为红旗一中，由于抗战时期的特殊经历，取代当时被称为“资本家摇篮”、"培养二代‘走资派’"的重庆南开中学成为重庆市委机关中学，直到1980年代后期。

### 改革开放时期
1981年定校名为四川省重庆市育才中学，进入90年代初期由于思维老化，四川省重庆市育才中学在很长一段时间没能跟上时代，被重庆一中、重庆南开中学、重庆巴蜀中学超过，成为一个二流重点中学。1997年，又将名称改为重庆市育才中学校（办学校名重庆育才中学），但在非官方场合依然有二十中的称呼。重庆直辖前，重庆育才中学与成都七中为四川省直属重点中学。自从2001年起，重庆育才中学经历过改革，迅速走入复苏，开始重新进入重庆市最优秀的重点中学行列，并开始大规模兴建新校舍和新校区。2004年起再次走入重庆市前五位的重点中学。

## 校园环境

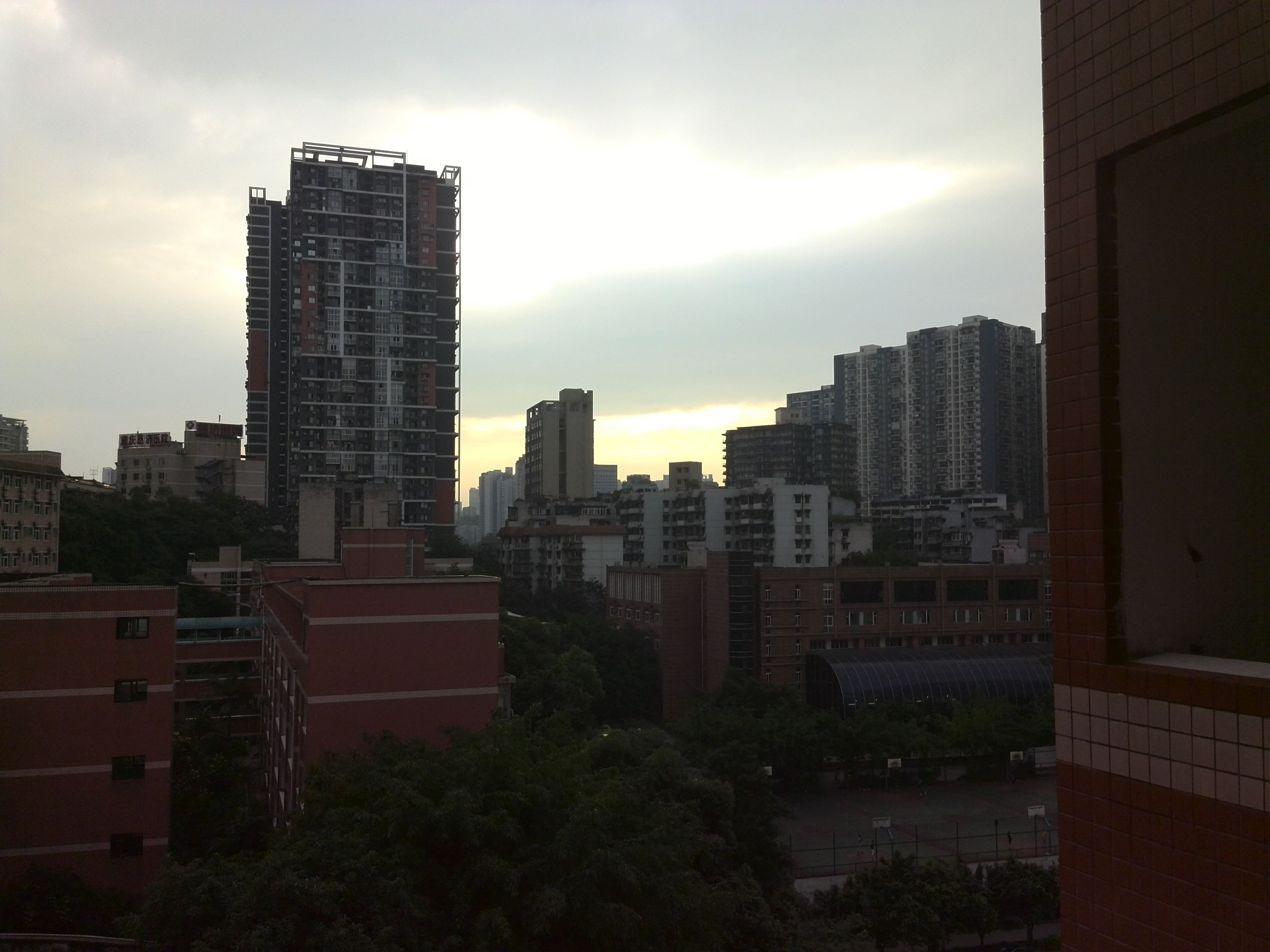
从第二教学楼方向俯视重庆育才中学
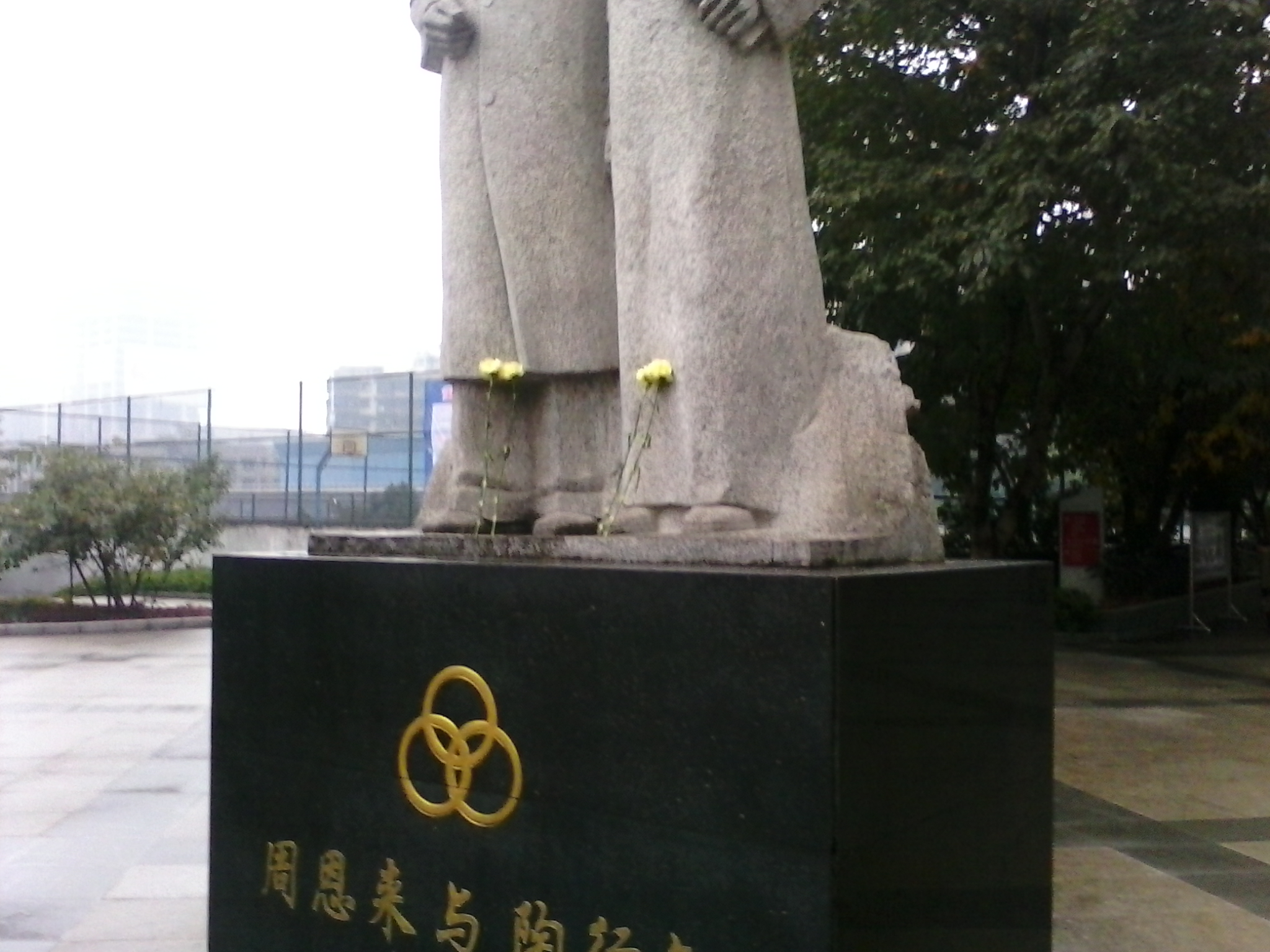
正对校门的塑像

## 校园文化

### 校训
求真、乐群、行知、创造
求真——追求真理，学做真人；
乐群——乐于合作，热爱集体；
行知——行是知之始，知是行之成；
创造——处处是创造之地，天天是创造之时，人人是创造之人。
此校训体现了陶行知“教学做合一”的教育思想和方法。训导师生以“做”或“行动”为中心，在“做”或“行动”上获得知识，追求真理，合作共进，创造新天地。

### 校徽释义
三环校徽：1939年由陶行知构思、学校绘画组主任陈烟桥设计出育才学校第一代校徽，校徽呈三角形外形，外框蓝色三角形，内部是三个红色的圆环相扣在一起，三环上是育才二字。
第一个圆圈代表全校一体，第二个圆圈代表世界一体，第三个圆圈代表古往今来一体。
这三个圆圈校徽的意义还可以表示：
（一）民族、民权、民生；（二）智、仁、勇；（三）真、善、美；（四）工学团；（五）教学做合一；（六）自然、劳动、社会；（七）头脑、双手、机器；（八）迎接困难、分析困难、解决困难；（九）认识社会、适应社会、改造社会；（十）检讨过去、把握现实、创造未来；（十一）肯定、否定、否定之否定

### 育才赋
群山莽莽兮，大木苍苍；
两江碧落兮，风气云扬；
先生犹在兮，万世敬仰；
育才亘古兮，万代流芳。
根生晓庄犁宫，再兴古圣凤凰；
念缔造之多艰兮，
先生奔走，日啖十粒蚕豆为粮。
『知行』而『行知』兮，以行为纲；
『三创』而『四小』兮，民生以养。
金声玉振，大师授课兮名流鸿儒济济；
风翥龙骞，伟人解惑兮经天纬皇皇。
天高而云淡兮，春日载阳；
地厚而土肥兮，桃李芬芳。
捐躯为国兮，慨当以慷。
华蓥山三次起义，
师生挺身躯血染沙场；
解放碑率先举旗，
同学昂头颅迎接曙光。
长夜既旦兮，日出东方。
百废待兴兮，建国正忙。
东部筑城，西域拓荒。
笔端作画，赞祖国江山多娇；
高声赋诗，颂人民躬耕不遑。
伟哉！鲲鹏展翅总理治国；
壮哉！蛟龙抬头栋梁兴邦；
鼎新革故高山仰止，
万代千秋源远流长。
承先辈宏志，创育才辉煌，
门楣伟岸，如凤凰举翼迎旭日东升；
群楼连环，似昆岗连绵昭名校气相。
左右鲜花烂漫，上下梧桐成行，
名师荟萃，献身教育事业，
教人求真，推崇素质教育，改革正央；
学子云集，钻研强国之术，
学做真人，倡导德才兼修，书山翱翔。
以人为本泽绿九畹，
爱满天下润碧八荒。
硕果累累，英才泱泱；
拄天人杰，举世昭彰。
志凌五岳，起万钧雷电风；
胸涵四海，为千秋大业兴旺。
转乾坤以造化神州，
追日月为国富民强。
侪辈后学永不怠兮，
励精图治，矢志报国。
育才精神得以永昌。

许清水
甲申年秋
2004年，为庆祝育才建校65周年，学校邀请许清水先生撰写赋，他欣然应允。育才中学为他提供了有关陶行知先生及其教育思想的一些书籍以及学校的相关资料。他查阅资料，研读书籍，熟悉育才历史和现状，与相关人员一道走访育才古圣寺，两三月后便拿出了《育才赋》初稿。学校组织了一些在职和离退休老师座谈讨论，还找了几个懂得“赋”的老师斟酌，经过与许清水先生反复讨论磋商，最后修改定稿，并将其制作成育才赋碑，设置在校门内行知广场的正前方。

### 校歌
重庆育才中学校歌由中央音乐学院教授、著名指挥家，1939年进入育才学校音乐组学习的校友陈贻鑫谱曲，龚思雪作词。歌词如下：
中华是我的祖国，育才是我的家
我爱育才，我爱中华
我们这群，这群年轻的学子
快快乐乐，融融恰恰
不分你，不分我，不分他
在生活中学习，在创造中长大
永远奔赴一个理想
爱满天下
中华是我的祖国，育才是我的家
我爱育才，我爱中华
我爱中华

## 知名校友
曾在育才学校求学的校友
- 陈贻鑫：指挥家、音乐教育家
- 程代辉：上海芭蕾舞团一级编导，芭蕾舞剧《白毛女》编导之一。
- 戴晓林：航空航天部有突出贡献专家
- 杜鸣心：作曲家
- 高缨：作家
- 李鹏：重要政治人物，中华人民共和国全国人大常委会前委员长、国务院前总理
- 盛杨：雕塑家
- 田大畏：俄语翻译家
- 王惠莉：儿童戏剧家
- 伍必端：版画家
- 杨秉孙：小提琴演奏家
- 郑胜天：艺术评论家及国际资深策展人

曾在育才学校（1939.7—1947.5）执教或工作的校友
艾青、陈烟桥、戴爱莲、范继森、方与严、冯兰瑞、丰子恺、贺绿汀、华君武、刘铁华、马思聪、 梅健鹰、彭松、强明、曲仲湘、任光、任虹、盛婕、舒强、水华、王琦、汪刃锋、吴晓邦、夏之秋、许士骐、叶宁、张望、章泯、邹尚录、庄严
重庆育才中学校的校友
- 李发伸——兰州大学校长，物理学专家
- 刘美彤——演员
- 石应康——心胸外科专家，前中华医学会心胸外科分会主任委员
- 宋建华——“国家科学技术进步奖”获得者[9]
- 涂建华——隆鑫控股有限公司[10]董事
- 尹泽勇——中国工程院院士、中国航空动力机械研究所总设计师
- 张晓兰——甘肃省委常委、省纪委书记
- 敖子逸
- 丁程鑫

注：1947年5月后入学位于上海的育才学校（本部）的学生不视作重庆育才中学校的校友序列。

## 历任领导

### 中华民国时期
| 校长   | 任期          | 备注                  |
| ------ | ------------- | --------------------- |
| 陶行知 | 1937.7—1946.7 |                       |
| 马侣贤 | 1946.7—1947.4 |                       |
| 郭平   | 1947.5—1948.7 | 分部主任 主持学校工作 |
| 孙铭勋 | 1948.8—1949.9 | 分部主任 主持学校工作 |

### 中华人民共和国时期
| 校长   | 任期           | 备注                              |
| ------ | -------------- | --------------------------------- |
| 孙铭勋 | 1949.10—1950.8 | 分部主任 主持学校工作             |
| 孙铭勋 | 1950.9—1951.5  |                                   |
| 李能寿 | 1951.5—1953秋  | 代校长                            |
| 李岫文 | 1953秋—1960秋  | 副校长 主持学校工作               |
| 张宗麒 | 1960.2—1968.7  |                                   |
| 王启明 | 1968.8—1978.7  |                                   |
| 张宗麒 | 1979.2—1980.11 | 革委会主任 主持 学校工作 曾任校长 |
| 李能寿 | 1981.4—1985.12 | 曾任代校长                        |
| 董正男 | 1985.12—1990.4 | 副校长 主持学校工作               |
| 董正男 | 1990.4—1995.3  | 曾任副校长                        |
| 连庸华 | 1995.3—1997.10 |                                   |
| 黄永贵 | 1998.3—2001.1  |                                   |
| 李亮   | 2001.1—2010.11 |                                   |
| 金永   | 2010.11—2017.8 |                                   |
| 张和松 | 2017.8—2022.8  |                                   |
| 郭华   | 2022.8至今     |                                   |

| 党委（党支部） | 任期           | 备注                 |
| -------------- | -------------- | -------------------- |
| 孙铭勋         | 1949.11—1950.8 | 负责学校党务工作     |
| 孙铭勋         | 1950.8—1951.2  | 党支部书记           |
| 赵义熙         | 1956—1960.8    | 党支部书记           |
| 王化林         | 1960.8—1966.8  | 党支部书记           |
| 彭锋           | 1966.8—1971.8  | 临时党支部书记       |
| 王启明         | 1971.8—1978.9  | 党支部书记           |
| 刘竞华         | 1979.2—1980.11 | 党支部书记           |
| 李明英         | 1983.2—1985.2  | 党支部副书记主持工作 |
| 李明英         | 1986.1—1991.5  | 党总支书记           |
| 李明英         | 1991.6—1998.3  | 党总支书记           |
| 高元祥         | 1998.3—2001.1  | 党总支书记           |
| 李亮           | 2001.1—2010.3  | 党总支书记           |
| 谭佐龙         | 2010.3—2015.1  | 党委书记             |
| 程静           | 2015.1—2019.9  | 党委书记             |
| 郭华           | 2019.9—2022.8  | 党委书记             |
| 张和松         | 2022.8至今     | 党委书记             |

注：1951.3至1956育才学校因建国初期学校结构调整和工作需要，未明确共产党组织在学校的负责人。
育才学校自1939年7月至1947年8月，由共产党在重庆的其他所属支部书记兼职负责学校的党务工作，因在民国时期共产党的组织不是法定的学校管理机构，支部书记未包括在上诉列表内。1947年8月，分部主任孙铭勋开始负责学校党务工作。

## 八十周年校庆
重庆育才中学于2019年10月举行了八十周年校庆，详情参阅八十周年校庆网站 （页面存档备份，存于）

## 学校荣誉
该校是重庆市教委直属重点中学、全国现代教育技术实验学校、重庆市中小学计算机教育示范学校、重庆市教学质量先进集体、重庆市中小学德育示范学校、全国示范试验高中。全校现有118个教学班5600余学生，办学规模较大。除位于九龙坡区的本部外，还有育才成功学校，以及雙福育才中学、鲁能育才学校、龙水湖育才中学以及重庆巴南育才实验中学，由于2021年重庆教委“民转公”政策，现只剩余重庆育才中学本部与育才成功学校高中部。本部占地233亩。